# Cinéma pakistanais
 (août 2009).
Si vous disposez d'ouvrages ou d'articles de référence ou si vous connaissez des sites web de qualité traitant du thème abordé ici, merci de compléter l'article en donnant les références utiles à sa vérifiabilité et en les liant à la section « Notes et références ».
Le cinéma pakistanais, parfois appelé Lollywood (mot-valise créé en combinant le nom de la ville de « Lâhore » (لاةور) et celui d'un autre symbole de l'industrie cinématographique, en l'occurrence américaine : « Hollywood »), désigne la production cinématographique de la République islamique du Pakistan.

## Histoire

### Débuts
Pendant les années 1930, les films réalisés à Lâhore étaient très influencés par ceux faits à Hollywood, non seulement sur le plan du scénario et de la réalisation, mais aussi au niveau du jeu des acteurs, du maquillage et de la garde robe. Les personnages principaux ressemblaient à Douglas Fairbanks ou Errol Flynn. La principale raison de ce phénomène était que Lahôre essayait de se distinguer de la production de Bollywood de cette époque.
C'est ainsi que A.R. Kardar et M. Ismael lancèrent leur studio "United People's" sur la Ravi Road (route de Ravi), à Lâhore. Parmi les acteurs engagés par leurs studios figurent Heera Laal, Gul Hameed, Nazeer et Ahmed Dean, et parmi les actrices Kaushalya Devi, Gulzaar et Mumtaaz. Comme on peut lire dans les documents de l'époque (1929), ils lancèrent différents projets en production, dont la plupart avait des titres en anglais comme Sweet Heart, The Prisoner, Masked Rider, The Golden Dagger, Passion Flower, The Sacred Flame, House Boat, Golden Temple, The Award, Paradise. Certains avaient tout de même des titres en ourdou comme Lala Rukh, Kafir (Infidel), Khawaja Sira et Firdaus. Nombre de ces projets furent inachevés, car non seulement le cinéma muet était en voie d'extinction, mais les industries cinématographiques de Bombay et de Calcutta menaçaient le marché avec leurs projets de films parlant. C'est bien Bombay qui remporta cette "course", avec leur premier film sonorisé : Alam Ara en 1931.
À Lâhore, le pionnier des films parlant fut Hakeem Ram Parsaad, avec le film Heer Raanjha mettant en vedette M. Ismael, Rafiq Ghaznavi, Nazeer et l'actrice Anwari. Ce fut le dernier film réalisé par Kardar à Lâhore, puisqu'il partit ensuite à Calcutta puis à Bombay.

### Années 1950
Le 8 août 1948, le premier film pakistanais Teri Yaad fut projeté au cinéma Parbhat à Lâhore. Il mettait en scène les acteurs Asha Posley et Nasir Khan, le frère de Dilip Kumar. La musique était composée et orchestrée par Nath et le film produit par Dewan Sardari Lal et réalisé par Daud Chand.
Dans les années qui suivirent, les cinémas locaux diffusèrent toute la production de Lâhore, et l'audience était au rendez-vous. Le 7 avril 1950, Do Ansoo (en) fut le premier film en ourdou à célébrer le jubilé d'argent (25 semaines à l'affiche). Il avait pour vedettes Santosh Kumar (en), Ajmal, Allauddin et l'étoile montante Sabiha Khanum qui avait joué dans quelques autres films les mois précédents. La musique était de Mubarak. Sheikh Lateef produisait le film pour les studios Naubahar Films, et il était réalisé par Anwar Kamal.
Le 29 avril 1951, Chanwey fit la une des journaux en tant que premier film pakistanais avoir été réalisé par une femme, madame Noor Jehan. Elle y était également actrice, avec Santosh Kumar, Jahangir et Ghulam Muhammad. La musique était de Feroz Nizami (sa seconde réalisation), et le film était produit par son époux Shaukat Hussain Rizvi pour leur propre studio Shahnoor Films. Le script avait été écrit par Imtiaz Ali Taj.
Un autre jalon significatif pour l'industrie du film de Lâhore a été franchi le 3 juin 1954 quand le film ourdou Sassi sortit en salle pour y rester plus de 50 semaines, et atteindre donc le jubilé d'or comme on dit là-bas. Ses vedettes étaient Sabiha Khanum, Sudhir, Asha Posley, Nazar et Saleem Raza (à ne pas confondre avec le chanteur du même nom). La musique était de Chishti, la production par J. C. Anand pour le studio Ever Ready Productions, et le film était réalisé par Daud Chand, qui avait aussi réalisé Teri Yaad.
Le 12 mars 1956, Umar Marvi (par les studios Fazlani Films) fut le premier film en sindhi (langue de la région du Sind, une province du Pakistan). Il mettait en scène Nighat Sultana, Fazlani et Charlie. La musique était de Ghulam Nabi Lateef, et le film produit par Fazlani et réalisé par Shaikh Hasan.
Le 17 juillet 1958, le critique de cinéma Ilyas Rasheedi lança le premier festival des Nigar Awards pour récompenser les divers exploits cinématographiques de l'année.
Jago Hua Savera, sorti le 25 mai 1959, reçut un accueil froid au box-office malgré un script et des paroles de chansons du poète populaire Faiz Ahmed Faiz, ce qui causa une grande surprise puisque Faiz était réellement très influent et respecté. La musique du film avait été composée par Timer Burnn, la production était de Noman Tasees pour la Century Films, et la réalisation de A. J. Kardar.

### Années 1960
Pendant les années 1960, le réalisateur Munshi Dil et le producteur Agha G. A. Gull sortirent le premier film ourdou à introduire des chansons en couleur : Azra. Toutes les chansons du film furent des succès. Elles avaient été écrites par (Jan-e-Baharan) Neelo, Ijaz, Laila, M.Asmail et Naeem Hashmi.
Le réalisateur Dacca sortit à son tour Sangam, le premier long-métrage pakistanais entièrement en couleur, sur les écrans le 23 avril 1964. Il mettait en scène Rozi, Haroon, Samita et Khalil. Certains disent que c'est le film Mala qui fut le premier film en couleur et en cinemascope. Santosh Kumar et Sabiha Khanum furent les vedettes de Naila, l'un des premiers films en couleurs du Pakistan de l'Ouest. La musique était composée par Ataur Rahman et le film produit et mis en scène par Zaheer Rehan pour les studios Sunnay Circle presentation.
Le 26 mai 1961, les studios Kay Productions sortirent un film appelé Bombay Wallah, le seul film pakistanais à avoir le nom d'une ville indienne dans son titre. Le fait qu'il soit passé par le bureau de la censure en réussissant à garder ce titre fut une grande surprise à l'époque. On considéra à l'époque que les censeurs savaient se montrer raisonnables.
En 1962, un film sur le problème palestinien, Shaheed connut un très rapide succès, avec la star Aga Talish. À la même époque en 1963, l'actrice populaire Mussarat Nazeer choqua le milieu de cinéma pakistanais et brisa le cœur de nombreux fans en émigrant au Canada après avoir épousé un médecin au sommet de sa carrière. Son dernier film Bahadur resta inachevé. Au même moment, les débuts d'acteur de Syed Kamal connurent un succès immédiat.
En septembre 1965, après la guerre entre l'Inde et le Pakistan, tous les films indiens furent bannis de la programmation des cinémas. Ce bannissement est d'ailleurs toujours en vigueur de nos jours, même si les films indiens peuvent être diffusés à la télévision ou achetés en vidéos.
Pendant les années 1960, Waheed Murad rejoint l'industrie cinématographique pakistanaise et devint rapidement le Marlon Brando et le Elvis Presley du Pakistan. En 1966, le film Armaan devint l'un des hits incontournables du cinéma pakistanais. C'est aussi le premier film à être resté 75 semaines (jubilé de platine) sur les écrans.
L'acteur Nadeem (de son vrai nom Nazeer Beg), connut un succès immédiat avec son premier film Chakori en 1967. Ses manières et son charisme particulier lui assurèrent une brillante carrière. Ses collègues diront de lui qu'il était d'un professionnalisme rare dans cette industrie.
En 1967, Habib réalisa le premier film d'horreur pakistanais, Zinda Laash, qui reçut un très bon accueil des critiques et du public. C'était aussi le premier film classé X du pays, avec Nadeem, Shabnam et Rehan Qavi.
Eastern Films Magazine (Le magazine des films orientaux) édité par Said Haroon, devint le plus populaire des magazines de cinéma au Pakistan. Sa période de plus grand succès correspondit à l'"âge d'or du cinéma de Karachi". Au milieu des entrevues, des critiques de films et des rumeurs on trouvait une section "Questions & réponses" appelée "Yours Impishly," écrite par Asif Noorani inspiré du travail de I. S. Johar dans le magazine indien Filmfair.
Le 3 janvier 1969, Neela Parbat le premier film réserbé aux adultes sort sur certains écrans. Son casting comprenait Mohamed Ali, Husna, Shahnawaz, Komal, Talish et Kamal Irani. Il a été produit et réalisé par Ahmad Basheer pour Film Utopia, et sa musique était de Piya Rang Qadir.
En octobre 1969, le producteur-scénariste-réalisateur Riaz Shahid offrit le montant des droits d'auteurs de Zarqa (sorti le 17 octobre) à l'organisation de guérilla palestinienne Al Fatah, dont les activités étaient dépeintes dans le film. Le film offrait aussi une séquence où l'actrice Neelo est forcée de danser contre sa volonté, apparemment d'après une histoire vraie qui lui arriva le 12 février 1965. La chanson qui va avec cette chanson est le célèbre poème d'Habib Jalib "Neelo", inspiré par cet incident : "Raqs zanjeer pehen ker bhi kiya jata hai..."

### Années 1970
Le 7 février 1971, Dosti devient le premier film pakistanais à rester plus de 100 semaines au box-office. On l'appela le film au jubilé de diamant. Il avait pour vedettes Ijaz Durrani, Shabnam, Husna, Rahman et Saqi. La musique était de A. Hameed, le film produit par Ijaz Durrani pour le studio Punjab Pictures, et le metteur en scène était Shareef Nayyar.
Les principaux talents révélés dans les années 1970 sont les réalisateurs Mushtaq Gazdar, Djamil Delhavi, Jawed Jabbar. On demanda aux auteurs de Tehzeeb, sorti le 20 novembre 1971, de modifier les paroles d'une chanson qui comportaient une référence à "Misr" (le mot ourdou pour l'Égypte) qui aurait risqué de ternir les relations diplomatiques avec ce pays. La phrase "Laga hai misr ka bazaar, dekho" a donc été modifiée pour  "Laga hai husn ka bazaar" lors de la sortie de la bande originale du film.
En 1976, le premier film Balochi, Hamalo Mah Gunj aurait dû sortir sur les écrans, mais il en fut empêché car une émeute éclata à Quetta et la salle de cinéma où il devait être projeté fut incendiée.
Le film de Javed Jabbar, Beyond the Last Mountain, sorti le 2 décembre 1976 était le premier film pakistanais en anglais (et il sembla probable qu'il fut aussi le dernier). Ce film et sa version en ourdou eurent un gros succès au box office. On pouvait y voir Usman Peerzada, Zahoor Ahmad, Subhani Bayounus et Raja Jameel. La musique était de Sohail Rana.
Aina, sur les écrans à partir du 18 mars 1977, marqua une rupture symbolique entre les années de libéralisme Bhutto et le régime conservateur Zia. Il mettait en scène Nadeem, Shabnam, Rehan et Qavi. Après plus de 400 semaines au box-office, on le retira des affiches du cinéma Scala de Karachi, où il était projeté depuis plus de 4 ans. Ce fut certainement le film le plus populaire de l'histoire du pays. La musique était de Robin Ghosh, la production de A. R. Shamsi pour le studio Kashif Films Ltd, et la mise en scène de Nazrul Islam.

### Années 1980
Après le coup d’État de 1977, la censure fut instaurée en 1979, ce qui avait donné un sérieux coup de frein à la production pakistanaise. Une nouvelle législation concernant la production de films est instaurée en 1980, qui impose que les réalisateurs soient diplômés. La quantité de films produits s'en trouva durement affectée : de 98 films sortis en 1979 (dont 42 en ourdou), on descendit à 58 films (26 en ourdou) en 1980.
Avec la sortie de Maula Jatt en 1979 (l'histoire du héros éponyme se battant contre le gangster local Nuri Nath), les années 1980 virent la montée du film Punjabi et du contrôle de la censure. L'industrie ourdou n'y survivera pas.
Le cinéma Punjabi commence à dominer le grand écran, conforté par la croissance des petites villes Punjabi et l'exode urbain. L'attrait des films se détourne du sexe au profit de la violence, ce que veut voir la classe moyenne.
Les icones de ce nouveau cinéma sont Sultan Rahi et Anjuman. À la même période, une industrie du film érotique soft est lancée par le studio Pushto films, grâce à Musarrat Shaheen, Chakori et des politiciens qui leur permettent d'éviter la censure.
Cette culture Gundasa et cette pornographie cachée achèvent de renverser l'image douce et romantique de Lollywood. C'est pourquoi les films pakistanais modernes ne sont pas complets sans une scène de massacre à l'arme à feu ou ce genre de chose.
En 1984, on organisa des rétrospectives sur Waheed Murad, mort en 1983 des suites de son alcoolisme, de son cancer à l'estomac et de son cœur brisé. Le succès rencontré par ces projections forcèrent le réalisateur de son dernier film inachevé, Hero, à le terminer comme il pouvait pour le sortir en 1985.
Shani de Saeed Rizvi fut le premier film de science-fiction pakistanais à utiliser des effets spéciaux modernes, contre toute attente. Sorti en 1987, l'acteur principal en était Shaan. Le film fut sélectionné pour une compétition internationale en Russie.
Le film International Gorillay en 1990, basé sur une formule dance/sexe/religion, décrivait Salman Rushdie comme un dangereux maniaque destiné à une fin horrible. Joué par Afzal Ahmed dans le film, Rushdie y exécute des otages musulmans à l'épée. On y voit aussi une version dramatisée des évènements du 12 février 1989 à Islâmâbâd (où 5 personnes manifestant contre son roman Les Versets sataniques ont été tuées par la police).

### Années 1990
Le pays comptait 11 studios dans les années 1970 et 1980, qui produisaient plus d'une centaine de films par an. Mais au fur et à mesure, la télévision par câble et le piratage de vidéos bollywoodiennes entamèrent cette force. La production chuta à une quarantaine de films, tous produits par un seul studio.
La plupart des films de Lollywood sont des productions indépendantes. Même s'il reste des productions de studio, seulement quelques films de ce type sortent chaque année. C'est au milieu des années 1990 que Lollywood connu son heure de gloire, avec des films comme Jeeva de Syed Noor et Inteha ("extrême" en ourdou) de Samina Peerzada. D'autres succès notables de cette période furent Deewane Tere Pyar Ke, Mujhe Chand Chahiye, Sangum, Tere Pyar Mein et Ghar Kab Aao Gey.
À la fin de la décennie, le tournage de Jinnah, produit par Akbar S. Ahmed et réalisé par Jameel Dehalvi fut très controversé. Les objections portaient sur le choix de l'acteur Christopher Lee pour interpréter Jinnah, le choix de l'indien Shashi Kapoor dans la distribution, et la nature expérimentale du scénario.
À la fin des années 1980, Anjuman se maria à Mobeen Malik et arrêta de tourner. Mais en 1996, le meurtre de Sultan Rahi secoue l'industrie du film. Lollywood est désemparé et en deuil, la production punjabi est totalement arrêtée ; à Lahore, les studios sont abandonnés. Le marché fut sauvé de la disparition par les quelques films ourdous en production. Mais même ceux-ci n'étaient pas faciles à faire, en l'absence du réalisateur vedette Sangeeta qui refusait de travailler, comme son confrère Javaid Faisal. Le décès de Nazrul Islam porta encore un coup à une industrie déjà souffrante.
C'est à ce moment qu'une voie royale s'ouvrit pour le réalisateur Syed Noor qui vint combler le vide de l'époque. Il réalisa Choorian, un film Punjabi dont le succès redonna de l'élan à l'industrie du film pakistanais à partir de 1998. Le film avait pour vedettes Saima et Moammar Rana, et engendra pour 180 millions de roupies d'entrées. Les gens réalisèrent que même sans Sultan Rahi, la vie continuait pour le cinéma punjabi.

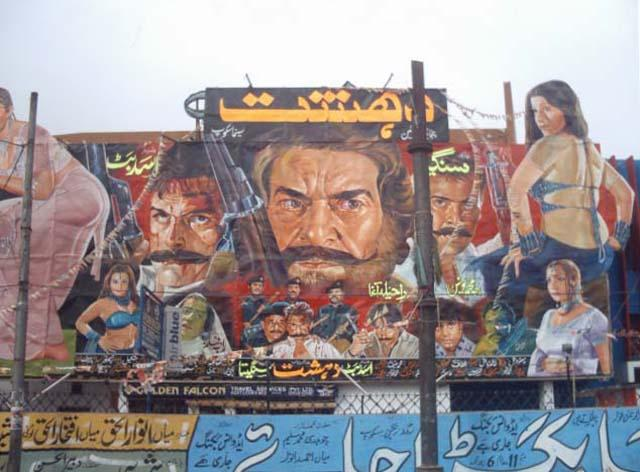

### Années 2000
La reprise se confirme avec la création d’un festival du cinéma à Karachi, de deux écoles de cinéma, une à Karachi et deux à Lahore, où se délocalisent la plupart des productions pachtouns, autrefois pour la plupart tournées dans la province du Nord-Ouest.
Le cinéma pachtoun est lui très touché par l’intégrisme religieux des talibans, qui fait fermer progressivement les salles de cinéma. Mais le cinéma pachtoun, dont la principale star est Shahid Khan, réussit à produire chaque année une vingtaine de films qui sont très populaires Le cinéma pachtoun est en général violent, mais peut être érotique ; il montre même, parfois, l’homosexualité féminine.

## Crises
En juillet 2002, le film Yeh Dil Aap Ka Huwa (littéralement "Ce cœur est à toi" en ourdou) de Javed Sheikh avec Moammar Rana et Sana, engendra des recettes de plus de 200 millions de roupies (3,4 millions de $US). Mais cette courte période de succès ne pouvait suffire et la production en 2003 chuta à 32 films, avec un seul succès mitigé : Larki Punjaban ("Une fille punjabi").
En août 2004, le film d'action Salakhain, avec Ahmed Butt, aida les cinémas de Lâhore à revivre, ainsi que quelques-uns à Karachi. Lollywood a non seulement arrêté sa chute, mais va probablement vers de nouveaux beaux jours, car malgré un nombre de films décroissant, les budgets qui leur sont consacrés sont beaucoup plus importants que ceux utilisés par le passé, et les résultats sont encourageants.

## Les premiers multiplexes du Pakistan
Le multiplexe Universal de Karachi a ouvert ses portes en 2002, et maintenant la culture multiplexe est prête à envahir le Pakistan. La viabilité future de la production de films dans le pays est évidente lorsqu'on se rend compte du nombre d'investisseurs étrangers qui s'y intéressent.
Cinepax est en train de mettre en place la première chaine de cinémas du pays. La société affirme qu'elle veut donner aux pakistanais la même expérience cinématographique qu'ailleurs dans le monde en construisant des salles dernier cri à l'ambiance familiale dans les grandes villes. Le but de ses managers est bien sûr de faire rentrer dans les mœurs la "soirée ciné" comme une sortie en famille agréable et de qualité.
Les villes ciblées par Cinepax sont les plus grandes du pays : Karachi, Lâhore, Islamabad, Faisalabad, Gujranwala, Multan et Hyderabad. Ils comptent y construire 120 écrans en 5 ans. Les films américains y sortiront moins d'un mois après leur sortie internationale, et on y verra aussi le meilleur de la production internationale et pakistanaise. Avant leurs grandes ouvertures, Cinepax organisera des sorties de films hollywoodiens à travers les salles du pays.

### Listes et catégories
- (en) Films A-Z, Films (chronologie)
- (en) Réalisateurs, Scénaristes, Compositeurs, Acteurs